# 柯秉逸
柯秉逸（1989年5月31日—）台灣撞球運動員。

## 生平
父親柯志明是台灣乙組國家撞球運動員，在宜蘭羅東鎮開設經營一間撞球館，柯秉逸小學六年級在父親指導下開始學習撞球。
兩位弟弟柯秉中與柯秉漢也是台灣撞球運動員
柯秉逸的父親用心培養他在撞球運動發展，只要國內有大型比賽，就會帶著柯秉逸全台灣奔波，陪柯秉逸去看比賽，觀摩高手的技術，還曾向趙豐邦、楊清順、賴嘉雄請益。
2006年，柯秉逸奪得第十五屆世界青少年花式撞球錦標賽亞軍。
2007年11月底，柯秉逸拿下第16屆世界青少年花式撞球錦標賽的冠軍，成為第六位在世青賽奪冠的台灣球員；12月又在年終職業撞球大賽獲得亞軍；12月，在2007年超級杯花式撞球邀請賽中，接連擊敗台灣吳珈慶、楊清順，決賽時勝高梅茲而贏得冠軍。
2015年2月21日柯秉逸在菲律賓勇奪2015年世界10號球錦標賽冠軍，這是他生涯第一座世界冠軍，也為台灣奪得在男子花式撞球三大項目八號、九號及十號球史上第六座世界冠軍。

## 比賽成績
- 2004年全國中等學校撞球錦標賽國中男子個人組冠軍
- 2005年全國中等學校撞球錦標賽高中男子團體組冠軍
- 2005年全國菁英撞球排名賽81站冠軍
- 2006年全國中等學校撞球錦標賽高中男子團體組冠軍
- 2006年世界青少年花式撞球錦標賽亞軍
- 2007年世界青少年花式撞球錦標賽冠軍
- 2007年超級盃世界男子花式撞球邀請賽冠軍
- 2008年泰國公開賽冠軍
- 2008年Guinness 9號球亞洲巡迴賽臺北站季軍
- 2008年世界花式撞球大師賽季軍
- 2008年菲律賓10號球巡迴賽第2站第5名
- 2008年卡達世界九號球公開賽第9名
- 2008年世界青少年花式撞球錦標賽冠軍
- 2008年全國男子年度排名第二
- 2009年菲律賓SUBIC-OLONGAPO 10號球公開賽冠軍
- 2009年男子職業撞球大賽第二站冠軍
- 2012年男子職業撞球大賽總冠軍站冠軍
- 2015年世界9號球錦標賽冠軍
- 2015年世界10號球錦標賽冠軍
- 2015年世界盃花式撞球雙打賽冠軍隊伍（中華台北隊：柯秉逸、張玉龍）
- 2015年世界排名第一
- 2016年大阪全日本公開賽冠軍
- 2017年夏季世界大學運動會 9號球男子雙打冠軍（中華台北隊：柯秉逸、柯秉中）
- 2018年上海中國公開賽冠軍
- 2022年羅馬尼亞布加勒斯特公開賽冠軍
- 2023年斬皮頭16強邀請賽亞軍
- 2022年世界盃花式撞球雙打賽季軍隊伍（中華台北隊：柯秉逸、柯秉中）
- 2022年APF亞洲9號球公開賽冠軍
- 2022年美國INTL國際公開賽季軍
- 2022年波多黎各美洲豹男子10號球公開賽季軍
- 2023年世界9號球大師賽冠軍
- 2023年羅馬尼亞布加勒斯特公開賽季軍
- 2023年APF亞洲9號球公開賽冠軍
- 2024年美國9號球超級聯賽亞軍
- 2024年世界9號球大師賽季軍
- 2024年英國蘇格蘭公開賽季軍
- 2024年馬爾地夫公開賽第5名
- 2024年中國廬山銳勝公開賽冠軍
- 2024年越南河內公開賽亞軍
- 2024年馬尼拉雷耶斯盃亞歐9號球對抗賽冠軍隊伍（亞洲隊）
- 2024年CPBA 9號球職業撞球公開賽冠軍
- 2024年台灣台北公開賽亞軍
- 2024年中國上海仁桿源8盃冠軍
- 2025年台灣CTPBA職業撞球巡迴賽第一站第9名
- 2025年台灣CTPBA職業撞球巡迴賽第二站冠軍
- 2025年中國北京昌平獨牙傳奇中式9球全球總決賽第9名
- 2025年世界10號球錦標賽資格賽第三站季軍
- 2025年台灣CTPBA職業撞球巡迴賽第三站亞軍
- 2025年世界10號球錦標賽資格賽第四站亞軍